# Atlantische Niña
De Atlantische Niña, Atlantische Niño of Atlantische equatoriale oscillatie zijn  quasi-periodieke niet-jaarlijkse weerfenomenen in de equatoriale Atlantische Oceaan. Het zijn de dominante vormen van jaarlijkse variatie die resulteren in afwisselend opwarmende en afkoelende perioden van zeeoppervlaktetemperaturen. Dit gaat gepaard met veranderingen in de atmosferische circulatie. De term “Atlantische Niña/Niño” komt van de sterke gelijkenis met El Niño (ENSO) en La Niña, dominante weerfenomenen in de zuidelijke Grote Oceaan. Daarom werd de Atlantische Niña/Niño al in 1996 het “nichtje/broertje” van El Niño genoemd. Er kan overigens soms een zwak causaal verband bestaan tussen El Niño/La Niña en de Atlantische Niña. 
Een Atlantische Niña kan het risico op orkanen in de herfst temperen: depressies die zich vormen voor de westkust van Afrika zouden dan minder vaak uitgroeien tot tropische stormen of orkanen, omdat ze door het frissere zeewater minder snel energie kunnen oppikken.
De Atlantische Niña treedt meestal op in de noordelijke zomer en is niet hetzelfde als de Atlantische noord-zuid-circulatie, een dipool over de evenaar die meer in het noordelijke voorjaar actief is. 
Het is bekend dat de opwarming en afkoeling die samenhangen met de Atlantische Niña sterk gerelateerd zijn aan neerslagvariabiliteit op de omliggende continenten, vooral in West-Afrikaanse landen die aan de Golf van Guinea grenzen. 